# Litaspecht
De Litaspecht (Piculus litae) is een vogel uit de familie Picidae (spechten).

## Verspreiding en leefgebied
Deze soort komt voor van westelijk Colombia tot noordwestelijk Ecuador.